# Трошин (Грифінський повіт)
Трошин (пол. Troszyn) — село в Польщі, у гміні Мешковиці Грифінського повіту Західнопоморського воєводства.
Населення — 628 осіб (2011).

## Демографія
Демографічна структура станом на 31 березня 2011 року:
|          | Загалом | Допрацездатний вік | Працездатний вік | Постпрацездатний вік |
| -------- | ------- | ------------------ | ---------------- | -------------------- |
| Чоловіки | 317     | 73                 | 214              | 30                   |
| Жінки    | 311     | 63                 | 180              | 68                   |
| Разом    | 628     | 136                | 394              | 98                   |